# پتاسیم برومات
پتاسیم برومات (به انگلیسی: Potassium bromate) با فرمول شیمیایی KBrO3 یک ترکیب شیمیایی با شناسه پاب‌کم 24444 است. که جرم مولی آن 167.00 g/mol می‌باشد. شکل ظاهری این ترکیب، پودر بلورین سفید است.